# Adarrus megataurus
Adarrus megataurus är en insektsart som beskrevs av Adolf Remane och Asche 1980. Adarrus megataurus ingår i släktet Adarrus och familjen dvärgstritar. Inga underarter finns listade i Catalogue of Life.